# ژان ته ونو

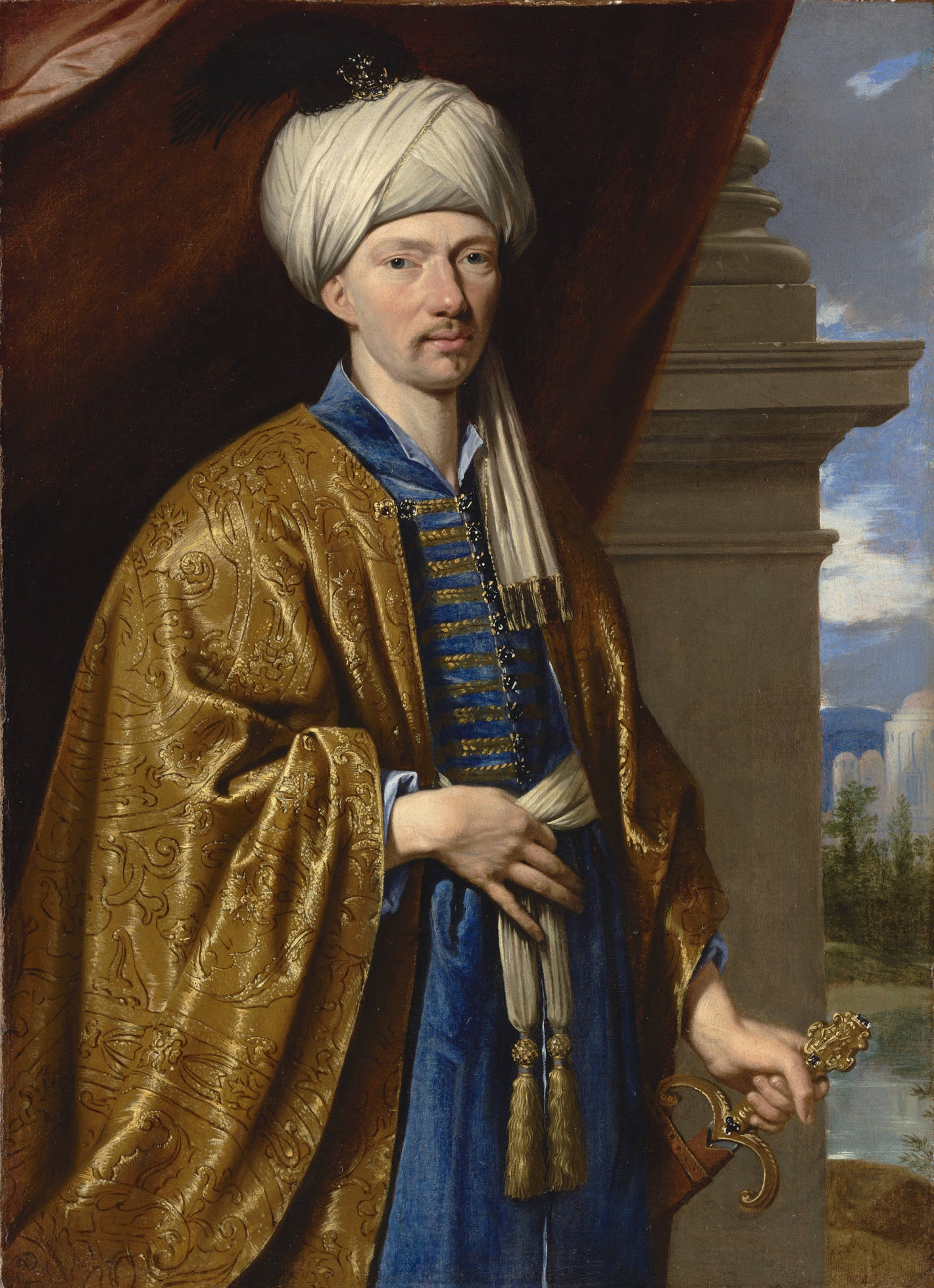
ژان ته ونو

ژان ته ونو (به فرانسوی: Jean de Thévenot) (۱۶۳۳–۱۶۶۷) جهانگرد فرانسوی است که درطول سفرش به هندوستان، در سال ۱۶۶۴ (۱۰۴۳ ه‍.ش / ۱۰۷۵ ه‍.ق) وارد ایران شد و در بازگشتش به اروپا، مجدداً در سال ۱۶۶۷ (۱۰۴۶ ه‍.ش / ۱۰۷۸ ه‍.ق) به ایران سفر کرد. او علاقه زیادی به علوم طبیعی داشت و یک گیاه‌شناس بود و به چندین زبان، از قبیل ترکی، عربی و فارسی مسلط بود.

## سفر به ایران
ژان ته ونو در نوامبر ۱۶۶۳ سفر خود را به هندوستان آغاز کرد و در ۲۷ اوت ۱۶۶۴ به ایران رسید. او از راه کرمانشاه و همدان به اصفهان رفت و به مدت ۵ ماه در آنجا اقامت کرد (اکتبر ۱۶۶۴ تا فوریه ۱۶۶۵). سپس به همراه تاورنیه و گروه آنها به شیراز، لار و بندرعباس رفته تا به هندوستان بروند. اما بخاطر مخالفت هلندی‌ها فقط تاورنیه توانست به هندوستان برود و ته ونو و اندره دولیه دلاند از این فرصت استفاده کرده و مجدداً به شیراز برگشته تا بازدیدی از پرسپولیس داشته باشند. سپس آنها از یکدیگر جدا شده و ته ونو از طریق بصره در ۶ نوامبر ۱۶۶۵، از مسیر دریایی به هندوستان رفت. او ۱۳ ماه در امپراتوری مغول (هند) بود و مجدداً به بندرعباس بازگشت و به شیراز رفت و در تابستان ۱۶۶۷ (۱۰۸۷ ه‍.ش / ۱۰۴۶ ه‍.ق) در اصفهان بود. موسیو ته ونو در حادثه ای توسط گلوله مصدوم شد و در اکتبر ۱۶۶۷ به سمت تبریز حرکت کرد اما در ۲۸ نوامبر ۱۶۶۷ در شهر میانه درگذشت.

## سفرنامه
این سفرنامه در سه بخش مجزا و در یک مجلد منتشر شده است. این سه بخش عبارتند از: سفر به ترکیه، سفر به ایران و سفر به شرق هند. این کتاب که سطر سطر آن به شرح جزئیات سفر اختصاص دارد منبع ارزشمندی برای شناسایی مناطق مختلف این کشور ها می باشد اصل سفرنامه به زبان انگلیسی و مصوراست و در فصول و بخشهای متعددی تنظیم شده و فهرست کامل آن در ابتدای کتاب قرار دارد.
بخش دوم این کتاب در مورد سفر او به ایران است که دارای ۱۶ فصل است. فصل اول، به ورودش به ایران و توصیف جاده منتهی به همدان اختصاص دارد. فصل دوم به مسیر همدان به اصفهان، فصل سوم به آب و هوای ایران (به طور کلی)، فصل چهارم به توصیف اصفهان، فصل پنجم نیز به توصیف اصفهان، خصوصاً ساختمانهای اصفهان، فصل ششم به هنرهای اصفهان، فصل هفتم به واحد اندازه گیری اوزان، اندازه ها و پول، فصل هشتم به خصوصیت و ویژگی های ایرانیان، فصل نهم به عادات و اخلاق ایرانیان، فصل دهم به رژیم غذایی و نوشیدنی های ایرانیان، فصل یازدهم به حکام شاه عباس، وضعیت نظامی و دولتی در اصفهان، فصل دوازدهم به طالع بینی و خرافات میان ایرانیان، فصل سیزدهم به مذهب در میان ایرانیان، فصل چهاردهم به ارمنیان، مسیحیان و ... در اصفهان، فصل پانزدهم به اسبها، حشرات و سایر حیوانات و فصل شانزدهم به انواع میوه ها و سبزیجات اشاره کرده است
بخش دوم، کتاب سوم، فصل اول این سفرنامه به شیراز و سایر شهرهای متعلق به ایران می پردازد. فصل دوم به شهر شیراز، فصل سوم به جاده شیراز به بندر (لار)، فصل چهارم به ادامه سفرش به بندر و شهر لار، فصل پنجم به بندرعباس، هرمز و بازگشت وی به شیراز، فصل ششم به آثار باستانی موجود در مسیر شیراز (پرسپولیس)، فصل هفتم به برخی آثار باستانی و تاریخی ایرانی (همچون چهل منار) و فصل هشتم به جاده بندر ریگ و فصل نهم به سفر از بندر ریگ به بصره می پردازد

## نگارخانه

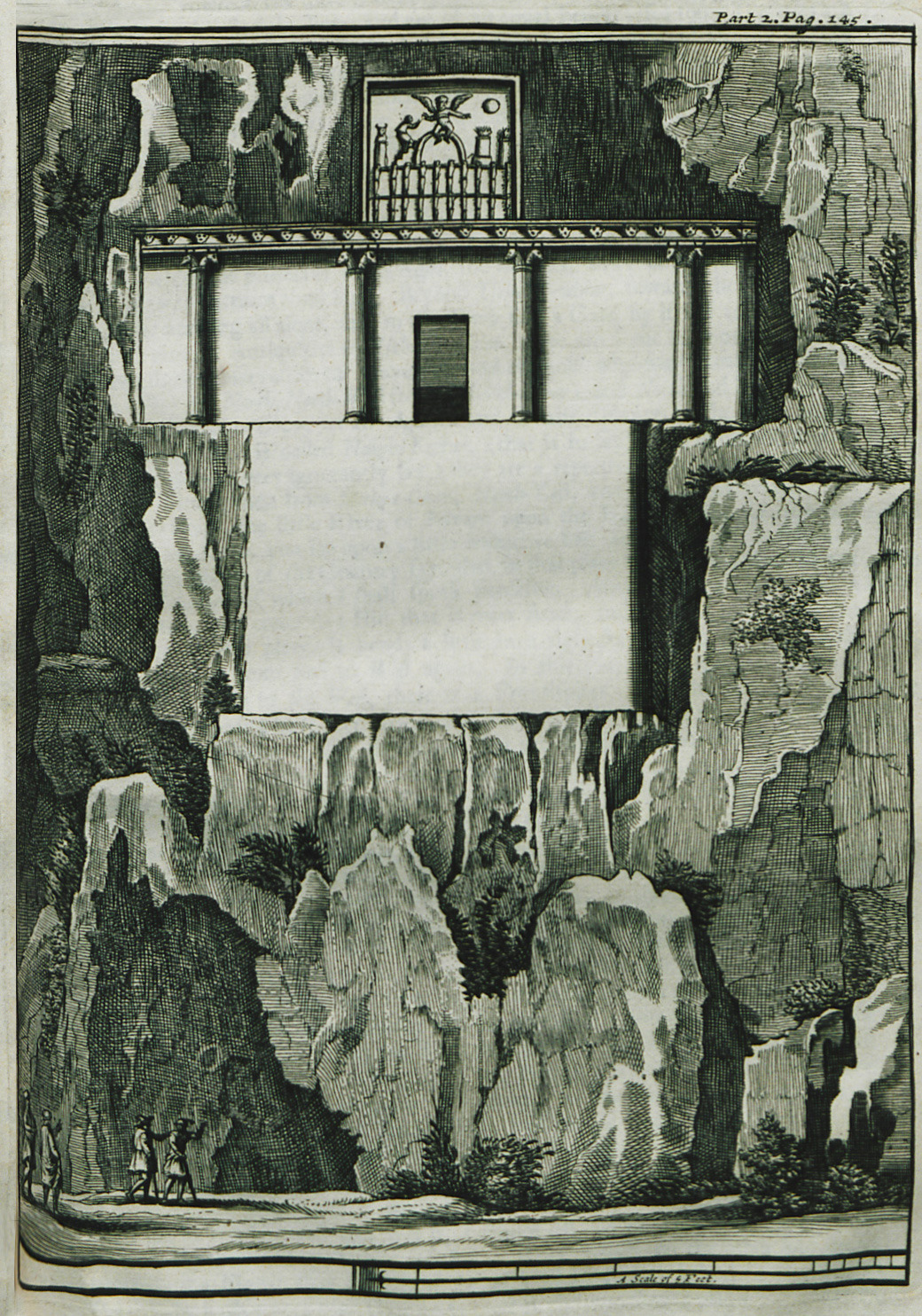
آرامگاه اردشیر سوم در چهل منار
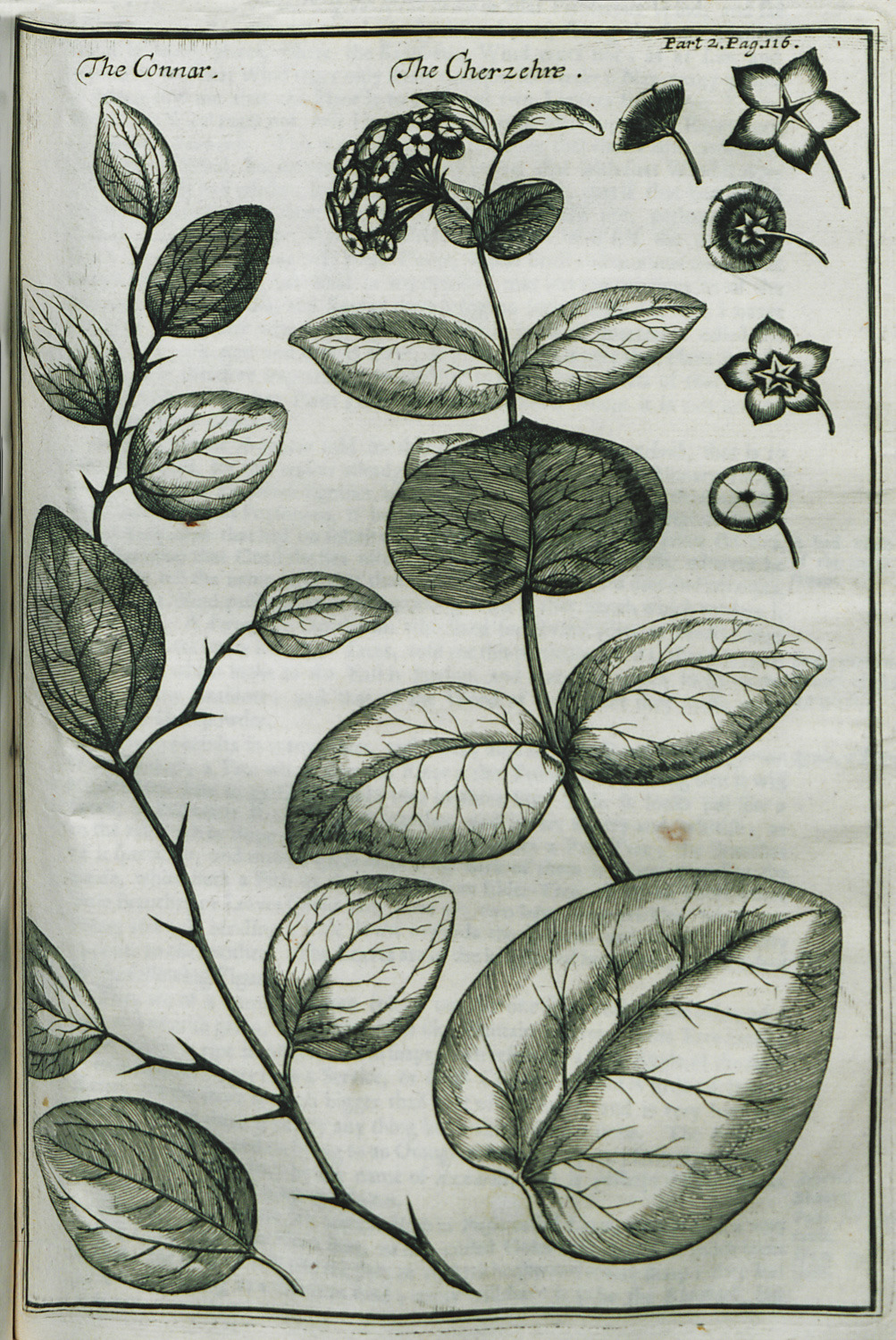
گیاهان و میوه‌های بوته ای در ناحیه اصفهان
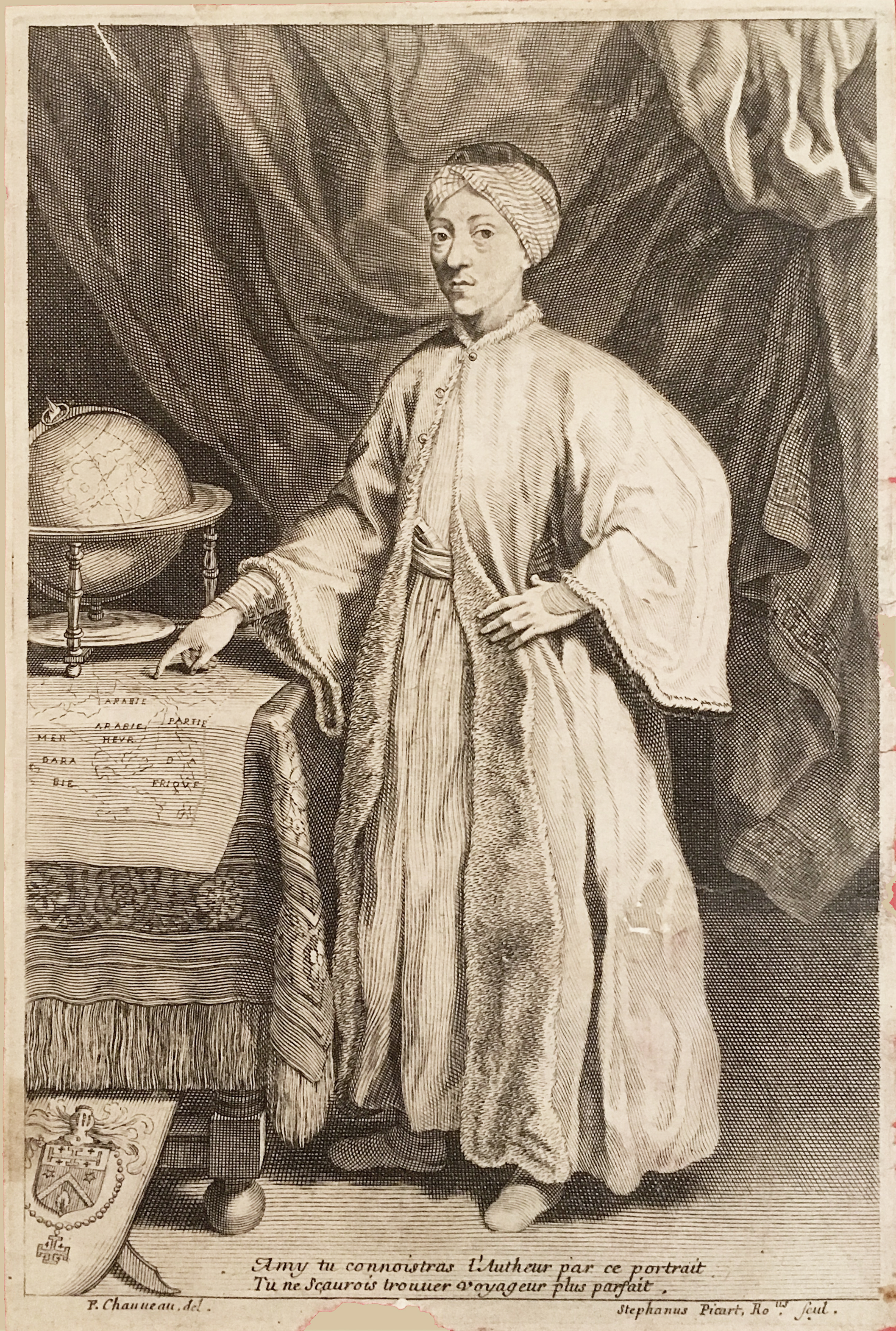
ژان ته ونو در لباس سنتی شرقی در حال اشاره به نقشه و کشورهایی که از آن‌ها دیدن کرده‌است
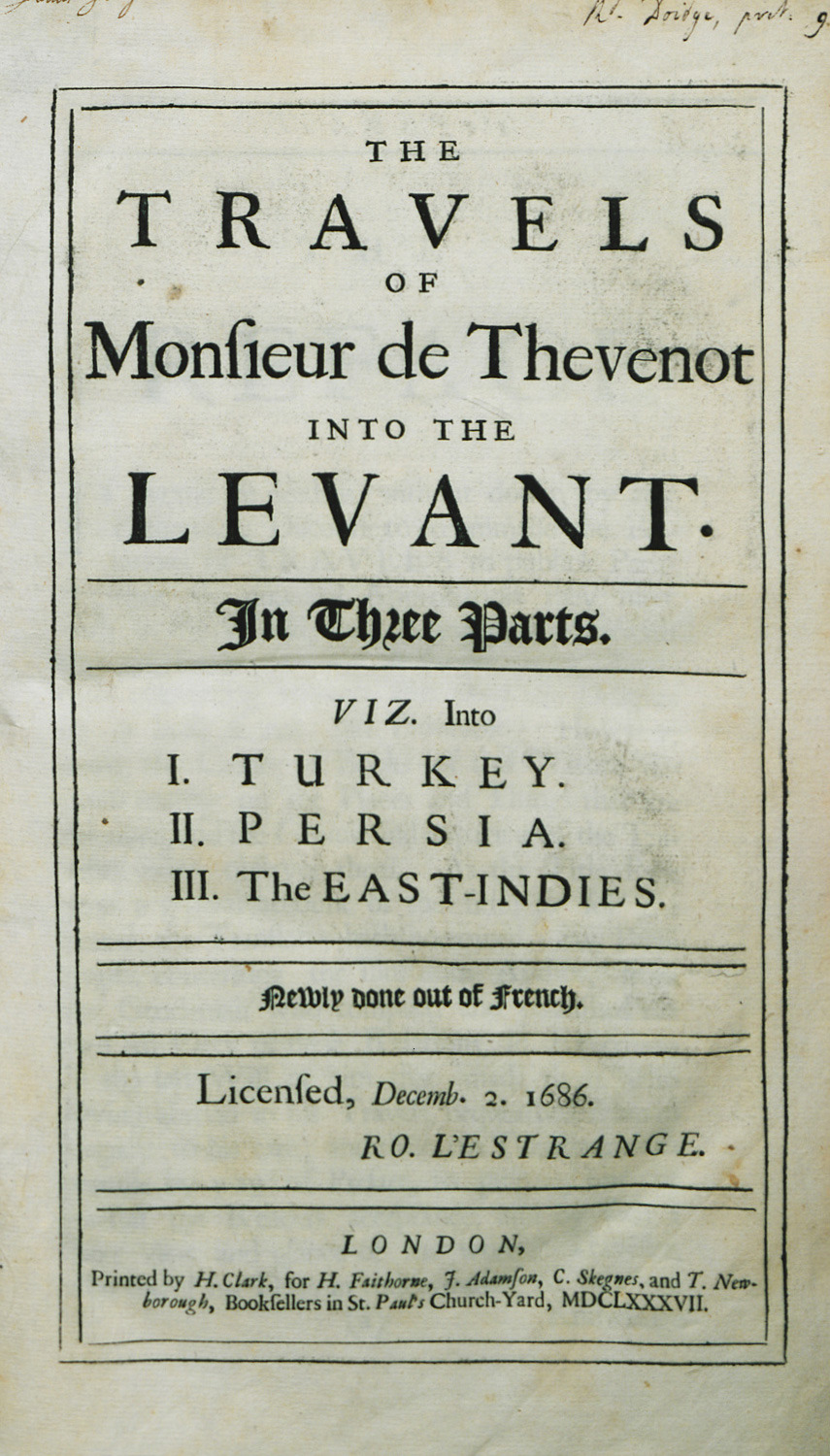
صفحه اول سفرنامه موسیو ژان ته ونو